# العلاقات الأذربيجانية البرازيلية
العلاقات الأذربيجانية البرازيلية هي العلاقات الثنائية التي تجمع بين أذربيجان والبرازيل.

## مقارنة بين البلدين
هذه مقارنة عامة ومرجعية للدولتين:
| وجه المقارنة                                              | أذربيجان        | البرازيل |
| --------------------------------------------------------- | --------------- | --- |
| المساحة (كم2)                                             | 86.60 ألف       | 8.52 مليون |
| عدد السكان (نسمة)                                         | 10.00 مليون     | 202.66 مليون |
| الكثافة السكانية (ن./كم²)                                 | 115.47          | 23.79 |
| العاصمة                                                   | باكو            | برازيليا، ريو دي جانيرو |
| اللغة الرسمية                                             | اللغة الأذرية   | برتغالية برازيلية، Brazilian Sign Language ‏ |
| العملة                                                    | مانات أذربيجاني | ريال برازيلي، كروزيرو ريال برازيلي ‏، كروزيرو البرازيلية (1990–1993)، البرازيلي كروزادو نوفو، كروزادو برازيلي، cruzeiro ‏، كروزيرو البرازيلية (1942–1967)، الريال البرازيلي (قديم) |
| الناتج المحلي الإجمالي (بليون دولار)                      | 40.75 مليار     | 2.06 تريليون |
| الناتج المحلي الإجمالي (تعادل القوة الشرائية) بليون دولار | 171.56 مليار    | 3.22 تريليون |
| الناتج المحلي الإجمالي الاسمي للفرد دولار أمريكي          | 5.50 ألف        | 8.54 ألف |
| الناتج المحلي الإجمالي للفرد دولار أمريكي                 | 17.52 ألف       | 15.89 ألف |
| مؤشر التنمية البشرية                                      | 0.751           | 0.754 |
| رمز المكالمات الدولي                                      | +994            | +55 |
| رمز الإنترنت                                              | .az             | .br |
| المنطقة الزمنية                                           | ت ع م+04:00     | |

## مدن متوأمة
في ما يلي قائمة باتفاقيات التوأمة بين مدن أذربيجانية وبرازيلية:
- ترتبط باكو مع ريو دي جانيرو باتفاقية توأمة منذ 1985.[15][15]

## منظمات دولية مشتركة
يشترك البلدان في عضوية مجموعة من المنظمات الدولية، منها:
| علم المنظمة | اسم المنظمة                        | تاريخ انضمام أذربيجان | تاريخ انضمام البرازيل |
| ----------- | ---------------------------------- | --------------------- | --------------------- |
|             | الاتحاد البريدي العالمي            | ?                     | ?                     |
|             | يونسكو                             | 3 يونيو 1992          | 4 نوفمبر 1946         |
|             | البنك الدولي للإنشاء والتعمير      | 18 سبتمبر 1992        | 14 يناير 1946         |
|             | وكالة ضمان الاستثمار متعدد الأطراف | 23 سبتمبر 1992        | 7 يناير 1993          |
|             | الاتحاد الدولي للاتصالات           | 10 أبريل 1992         | 4 يوليو 1877          |
|             | منظمة الشرطة الجنائية الدولية      | ?                     | ?                     |
|             | مؤسسة التمويل الدولية              | 11 أكتوبر 1995        | 31 ديسمبر 1956        |
|             | الأمم المتحدة                      | 2 مارس 1992           | 24 أكتوبر 1945        |
|             | مؤسسة التنمية الدولية              | 31 مارس 1995          | 15 مارس 1963          |
|             | منظمة حظر الأسلحة الكيميائية       | ?                     | ?                     |

## وصلات خارجية
- موقع وزارة الخارجية الأذربيجانية
- موقع وزارة الخارجية البرازيلية